# Teresa Raquin
Teresa Raquin (fr. Thérèse Raquin) – powieść Émile’a Zoli z 1867, pierwsze dzieło pisarza, które zwróciło na niego uwagę paryskiej publiczności. Jest to zarazem pierwszy utwór Zoli, w którym na szerszą skalę zastosował opracowaną przez siebie metodę naturalistyczną. W 1873 pisarz opracował na jej podstawie sztukę teatralną pod tym samym tytułem.

## Treść
Teresa Raquin, córka oficera i Algierki, wychowywała się po stracie rodziców w domu ciotki, pani Raquin, razem z jej jedynym synem Kamilem. Następnie pani Raquin skojarzyła ich małżeństwo, wierząc, że chorowity Kamil znajdzie szczęście i wsparcie u boku energicznej Teresy. Przez trzy lata wszyscy troje mieszkają w Paryżu, prowadząc ustabilizowane, lecz nieznośnie nudne dla Teresy życie. Któregoś dnia jednak Kamil przyprowadza do domu starego znajomego, malarza. Pod pretekstem malowania portretu przyjaciela Laurent staje się stałym gościem rodziny, a następnie kochankiem Teresy. W ciągu ośmiu miesięcy spotykają się pod różnymi pretekstami, wreszcie postanawiają pozbyć się Kamila. W czasie przejażdżki barką po Sekwanie Laurent dusi męża kochanki, po czym pozoruje jego przypadkowe wypadnięcie z łodzi. Tylko stara pani Raquin podejrzewa zabójstwo, ale nie dzieli się z nikim swoimi myślami. Laurent i Teresa, przerażeni własnym czynem, odzyskują częściowy spokój dopiero po obejrzeniu jego ciała w kostnicy.
Dawne relacje między nimi nigdy już jednak nie powracają – oboje zaczynają cierpieć na bezsenność, wydaje im się, że widmo Kamila stale pojawia się przed nimi. Znajomy Teresy Michaud sugeruje, że jej zły stan psychiczny jest spowodowany jej wdowieństwem i brakiem męża, jednak nawet ślub z Laurentem nie zmienia sytuacji: każdej nocy małżonkom wydaje się, że Kamil znajduje się w ich pokoju. W końcu całkowicie uniemożliwia im to dalsze życie. Laurent odkrywa, że na każdym malowanym przez niego portrecie model ma rysy twarzy zamordowanego, zabija domowego kota, gdyż wydaje mu się, że wcielił się w niego Kamil. Tymczasem pani Raquin, po ciężkiej chorobie, traci mowę i zdolność poruszania się. Teresa i Laurent w rozmowie ujawniają popełnione zabójstwo. Kobieta usiłuje przekazać tę wiadomość gościom domu, jednak ci nie rozumieją dawanych przez nią znaków.
Po upływie sześciu miesięcy Laurent zaczyna rozważać możliwość zabicia żony, a ta pragnie pozbyć się męża. Kiedy przypadkiem ich zamiary wychodzą na jaw, postanawiają popełnić wspólne samobójstwo. Wypijają kieliszek trucizny na oczach sparaliżowanej pani Raquin.

## Cechy utworu
Zola deklarował, że Teresa Raquin ma być „fizjologiczną analizą” bohaterów, wykazaniem wpływu biologii na zachowanie człowieka i jego los. Dzieje tytułowej postaci są ściśle związane z jej temperamentem: „nerwowa” (określenie autora) Teresa nie ma szans na szczęśliwe życie u boku chorowitego, słabego, flegmatycznego Kamila, za to błyskawicznie zakochuje się w sangwiniku Laurencie. Względy psychologiczne niemal nie pojawiają się w utworze: obok temperamentu drugą siłą motywującą Teresę jest pożądanie erotyczne. Taka konstrukcja postaci zapowiada późniejszy koncept człowieka jako zwierzęcia (bête humaine). Również psychiczna zapaść Teresy po dokonanej zbrodni nie jest związana z wyrzutami sumienia: bohaterkę przeraża metafizyczna obecność jej zamordowanego męża w jej życiu, a nie fakt, że przyczyniła się do jego śmierci (podobnie zresztą myśli sam morderca Laurent). Według słów samego Zoli dochodzi do „rozkładu” psychiki postaci jeszcze za życia (podobny motyw pojawi się później w Zdobyczy oraz Bestii ludzkiej).

## Recepcja
Krytyka przyjęła powieść z ogromnym oburzeniem. Zola został oskarżony o szerzenie pornografii i łamanie powszechnie przyjętych zasad obyczajowych oraz estetycznych (drobiazgowy opis wyłowionego z wody ciała Kamila).

## Adaptacje
- Teresa Raquin, film Jacques’a Feydera z 1928.
- Teresa Raquin, film Marcela Carné z 1953
- Teresa Raquin, przedstawienie Teatru Telewizji Antoniego Halora z 1976
- Na koniec świata, film Magdaleny Łazarkiewicz z 1999 roku, w którym w główne role wcielili się Justyna Steczkowska i Aleksandr Domogarow
- In Secret, film Charliego Strattona z 2013